# Хугаев, Доментий Зурабович
Доме́нтий Зура́бович Хуга́ев (осет. Хуыгаты Зурабы фырт Доментъи; 1883—1976, село Часавал, Рачинского уезда Кутаисской губернии (ныне Дзауский район Южной Осетии)) — российский и советский общественный деятель, полный кавалер Георгиевского креста.

## Военная деятельность
В 1904–1905 годах участвовал в Русско-японской войне, в ходе которой за выдающуюся храбрость был награждён Георгиевским крестом 4-й степени.
В 1914–1918 годах воевал на Юго-Западном фронте Первой мировой войны. За личную доблесть в боях был награждён Георгиевскими крестами 3, 2 и 1-й степеней. Войну закончил в чине младшего унтер-офицера.
После возвращения с фронта принимал участие в Гражданской войне.
Во время военной агрессии экспедиционного отряда грузинских меньшевиков во главе с Валико Джугели против восставших югоосетинских крестьян в 1918–1919 годах, был одним из организаторов Терского эвакуационного комитета беженцев Южной Осетии, который возглавил после убийства в 1920 году его председателя Сосо Нартикоева.

## Послевоенная деятельность
После выхода в 1922 году распоряжения правительства Горской Республики о размещении беженцев из Южной Осетии на месте бывшего полигона близ Владикавказа, был одним из исполнителей этого распоряжения и основателем нового села Ногир (с осет. — Новая Осетия), где обосновались его земляки из Кударского ущелья и другие беженцы, спасшиеся от угрозы геноцида. Стал первым руководителем Исполнительного комитета села Ногир.
Отец народного артиста Российской Федерации, драматурга, режиссёра, писателя и поэта Георгия Хугаева.

## Увековечение памяти
- Именем Доментия Хугаева названа одна из улиц в селе Ногир Пригородного района Северной Осетии.